# Алгебра Жегалкина
Алгебра Жегалкина  — множество булевых функций, на котором определены нульарная операция взятия единицы {\displaystyle 1}, бинарная операция конъюнкции {\displaystyle \land } и бинарная операция суммы по модулю два {\displaystyle \oplus }. Константа ноль вводится как {\displaystyle 1\oplus 1=0}. Операция отрицания вводится соотношением {\displaystyle \neg x=x\oplus 1}. Операция дизъюнкции следует из тождества {\displaystyle x\lor y=x\land y\oplus x\oplus y}.  
При помощи алгебры Жегалкина всякую совершенную дизъюнктивную нормальную форму можно единственным образом преобразовать в полином Жегалкина (теорема Жегалкина).

## Основные тождества
- {\displaystyle x\land (y\land z)=(x\land y)\land z}, {\displaystyle x\land y=y\land x}
- {\displaystyle x\oplus (y\oplus z)=(x\oplus y)\oplus z}, {\displaystyle x\oplus y=y\oplus x}
- {\displaystyle x\oplus x=0}
- {\displaystyle x\oplus 0=x}
- {\displaystyle x\land (y\oplus z)=x\land y\oplus x\land z}

Таким образом, базис булевых функций {\displaystyle {\bigl \langle }\wedge ,\oplus ,1{\bigr \rangle }} является функционально-полным логическим базисом.
Также функционально полным является и его инверсный логический базис {\displaystyle {\bigl \langle }\lor ,\odot ,0{\bigr \rangle }}, где {\displaystyle \odot }- инверсия операции XOR (эквиваленция). Для этого базиса тождества также инверсные: {\displaystyle 0\odot 0=1} — вывод константной единицы, {\displaystyle \neg x=x\odot 0} — вывод операции отрицания, {\displaystyle x\land y=x\lor y\odot x\odot y}- операция конъюнкции.
Функциональная полнота этих двух базисов следует из полноты базиса {\displaystyle \{\neg ,\land ,\lor \}}.